# Hue

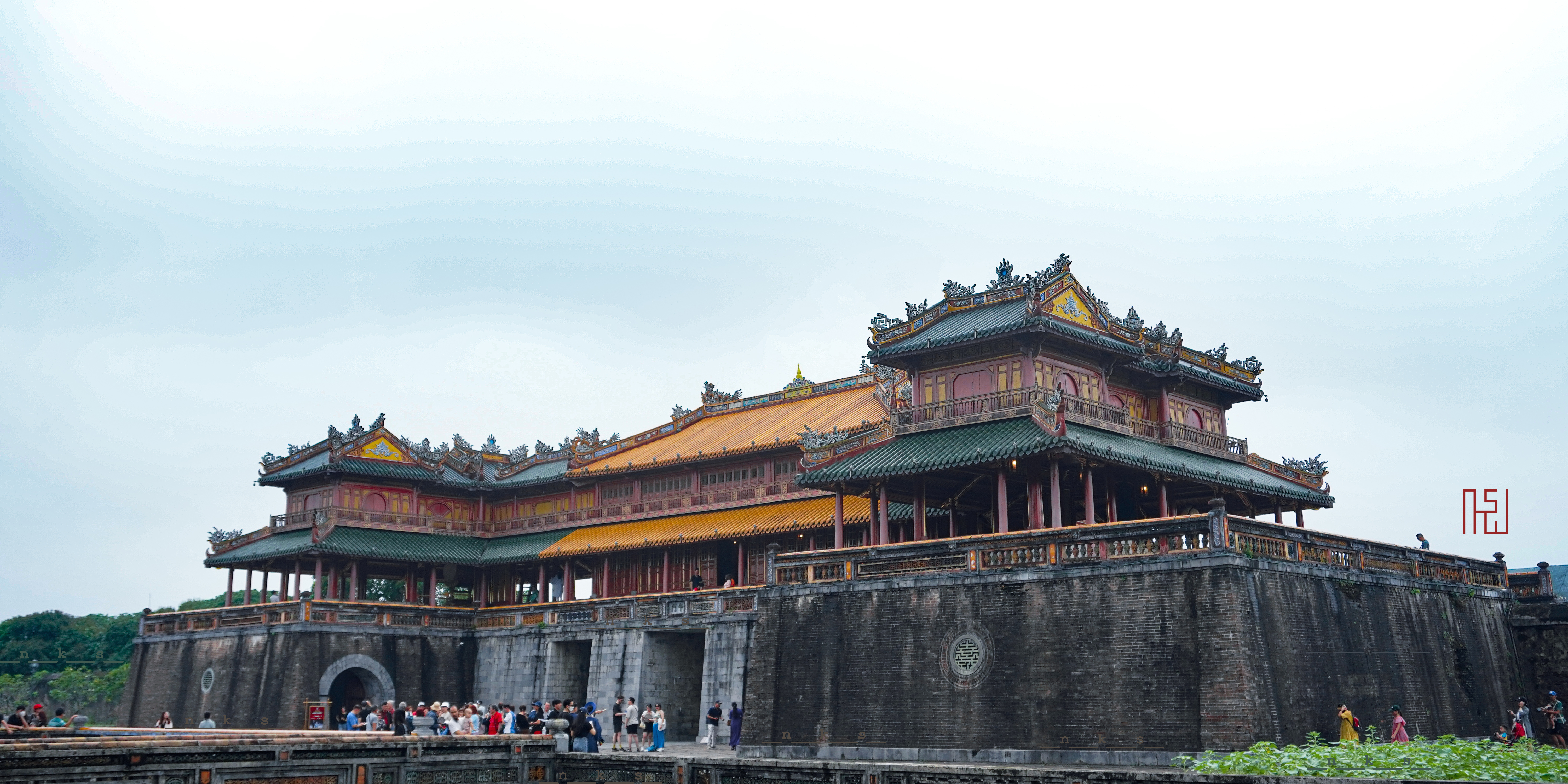
Cytadela w Hue

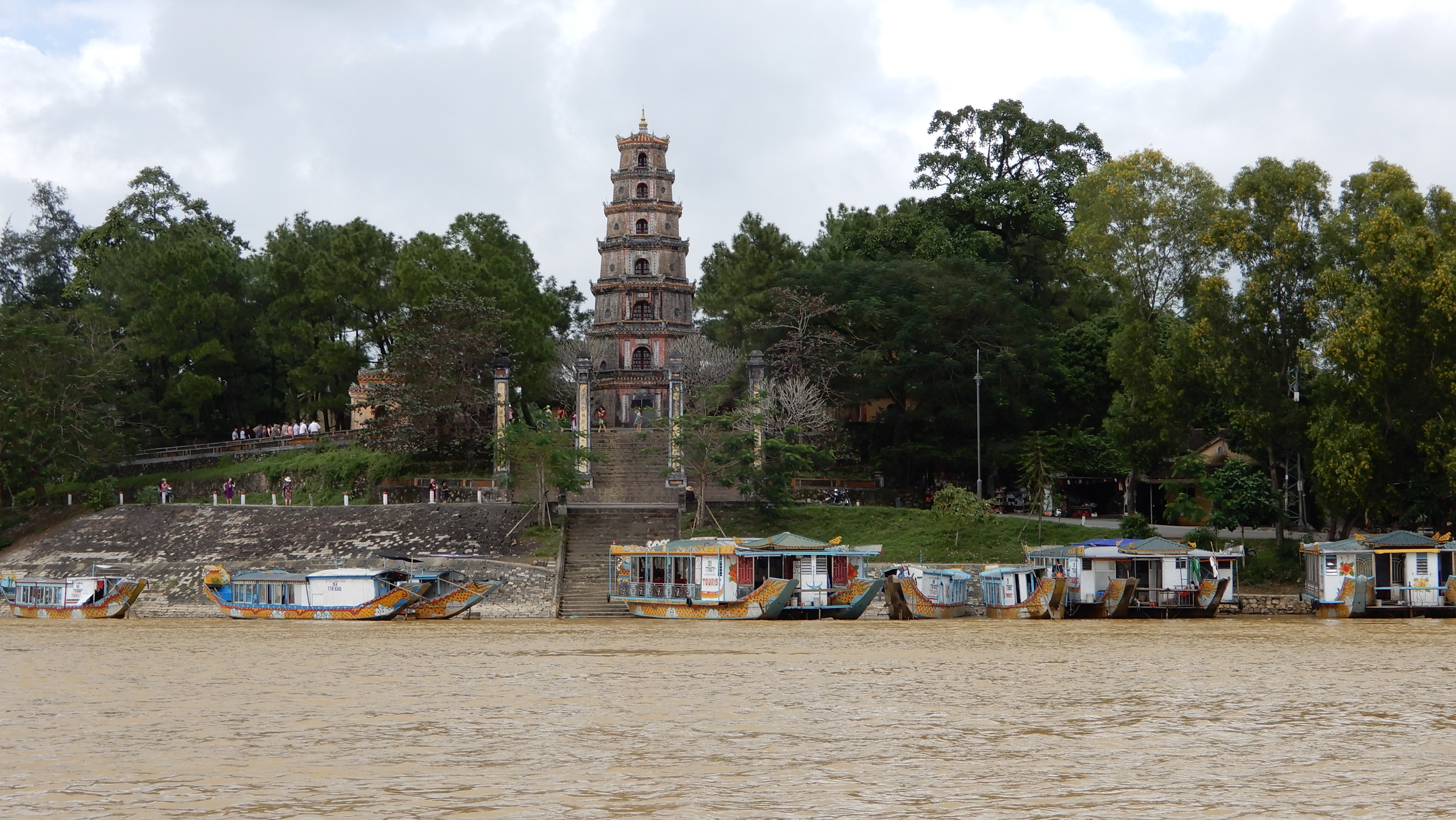
Świątynia w Hue

Hue (wiet. Huế, wymowaⓘ) − miasto w środkowym Wietnamie, nad rzeką Hương, 11 km od jej ujścia do Morza Południowochińskiego. W 2023 roku liczyło 1 236 393 mieszkańców. Do XVII w. nazywane Phú Xuân. Siedziba rzymskokatolickiej archidiecezji Hue.
Pod koniec XVI w. Wietnam, nominalnie rządzony przez dynastię Lê, został podzielony między dwa rody magnackie: Trịnh i Nguyễnów. Nguyễnom przypadło południe Wietnamu, dawne ziemie Czamów, zajęte wówczas do przełęczy Cù Mông. W 1687 r., Nguyễnowie założyli nową siedzibę, stolicę domeny, w miejscowości Phú Xuân, leżącej nad rzeką Perfumową, kilkanaście kilometrów od ujścia. W pobliżu miasta wybudowano ogromną cytadelę, na terenie której dwór Nguyễnów rezydował do 1775 r. Na przełomie 1774 i 1775 r. Trịnhowie wykorzystując zamieszanie spowodowane powstaniem Tajsonów niespodziewanym atakiem przekroczyli, rozdzielający domeny, mur Đồng Hới. Dwór Nguyễnów w panice porzucił Phú Xuân i przeniósł się do Gia Định. Miasto znalazło się pod panowaniem Tajsonów. W początkach grudnia 1788 r. średni z braci Nguyễn Huệ ogłosił się cesarzem północy. Tymczasową stolicę swojego cesarstwa ustanowił w Phú Xuân. Panowanie Tajsonów było krótkie. 15 czerwca 1801 r. miasto zostało zdobyte przez wojska Nguyễn Ánha, który nie czekając na opanowanie Hanoi ogłosił się cesarzem, a stolicę Wietnamu przeniósł do swojego rodzinnego miasta. Pochodzenie nazwy Hue nie jest znane. Pojawiła się w dokumentach już w XVII w., a z czasem wyparła całkiem poprzednią.
Jako stolica Hue funkcjonowało do 1945 r. 2 września rząd Hồ Chí Minha proklamował republikę ze stolicą w Hanoi. Po konferencji genewskiej Hue znalazło się w bezpośredniej bliskości linii demarkacyjnej, co przyniosło fatalny skutek. W czasie wojny wietnamskiej było wielokrotnie niszczone przez obie strony. Tragiczny skutek miała ofensywa Tết w 1968 r. Miasto zostało zdobyte przez komunistyczną Wietnamską Armię Ludową i Việt Cộng 31 stycznia 1968 r. Następnie w ciągu 24 dni okupacji specjalne grupy Việt Cộngu dokonały masowych aresztowań i egzekucji ludzi uznanych za wrogów komunizmu: południowowietnamskich urzędników, policjantów, nauczycieli, intelektualistów. Zabito także wielu duchownych i kilku cudzoziemców. Łącznie komuniści zamordowali w Hue 3 000-4 500 osób (liczbę zaginionych oszacowano na 5000). Masowe groby ofiar tej masakry zaczęto odkrywać kilka miesięcy później. Do 26 lutego 1968 r. miasto zostało odbite przez siły USA i ARW, lecz w wyniku ciężkich walk i bombardowań było kompletnie zniszczone. Komuniści zajęli Hue ostatecznie w marcu 1975 r. podczas decydującej ofensywy na Południowy Wietnam.
Po wojnie miasto odbudowano, restaurując również cytadelę i zakazane purpurowe miasto, w czym spory udział miał zespół polskich konserwatorów kierowany przez Kazimierza Kwiatkowskiego.

## Podział administracyjny
Miasto Hue składa się z dziewięciu dzielnic.
- Dystrykty:

1. Thuận Hóa
2. Phú Xuân
3. A Lưới
4. Hương Thủy
5. Hương Trà
6. Phong Điền
7. Phú Lộc
8. Phú Vang
9. Quảng Điền

## Współpraca
Miejscowości partnerskie:
- Blois, Francja
- Namur, Belgia